# Lullin
Lullin – miejscowość i gmina we Francji, w regionie Owernia-Rodan-Alpy, w departamencie Górna Sabaudia.
Według danych na rok 1990 gminę zamieszkiwało 549 osób, a gęstość zaludnienia wynosiła 41 osób/km² (wśród 2880 gmin regionu Rodan-Alpy Lullin plasuje się na 1101. miejscu pod względem liczby ludności, natomiast pod względem powierzchni na miejscu 884.).